# Ebenezer Henderson
Pour les articles homonymes, voir Henderson.
Ebenezer Henderson, né le 17 novembre 1784 à Linn, près de Dunfermline et mort le 17 mai 1858 à Mortlake, est un voyageur et missionnaire britannique. 

## Biographie
Plus jeune fils d'un ouvrier agricole, après trois ans de scolarité, il travaille quelque temps dans l'horlogerie et comme apprenti cordonnier. En 1803, il rejoint le séminaire théologique de Robert Haldane et, en 1805, il est choisi pour accompagner le révérend John Paterson en Inde ; mais, comme la Compagnie britannique des Indes orientales ne permet pas aux navires britanniques de transporter des missionnaires en Inde, Henderson et son collègue se rendent au Danemark pour attendre la chance d'un passage à Serampore, alors port danois.
Retardés de manière inattendue et ayant commencé à prêcher à Copenhague (1805) , ils décident finalement de s'installer au Danemark et, en 1806, Henderson devient pasteur à Elseneur (1806). Il visite alors la Suède et la Laponie (1807-1808) et fonde en 1811 la première église congrégationaliste de Suède. 
Il voyage en Islande en 1814-1815 comme agent de la British and Foreign Bible Society et cartographie le pays puis traverse la Russie dont il étudie les peuples. En 1822, il est invité par le prince Alexandre Nikolaïevitch Golitsyne à aider la Société biblique russe à traduire les Écritures dans diverses langues parlées dans l'empire russe. Après vingt ans de travail à l'étranger, Henderson retourne en Angleterre et, en 1825, est nommé tuteur du Mission College de Gosport.
En 1830, il succède au Dr William Harrison comme maître de conférences en théologie et professeur de langues orientales au Highbury Congregational College. En 1850, lors de la fusion des collèges d'Homerton, Coward et Highbury, il se retire avec une pension. De 1852 à 1853, il est pasteur de la chapelle Sheen Vale à Mortlake oùil finit sa vie. Il est inhumé au cimetière d'Abney Park.
Henderson connaissait les langues scandinaves, l'hébreu, le syriaque, l'éthiopien, le russe, l'arabe, le tatar, le persan, le turc, l'arménien, le mandchou, le mongol et le copte. Il organisa la première Société biblique au Danemark (1814) et ouvrit la voie à plusieurs autres. En 1817, il fut nommé membre correspondant par la Société Littéraire Scandinave et en 1840, il a été fait Doctor of Divinity (en) par l'université de Copenhague. Il fut secrétaire honoraire à vie de la Religious Tract Society et l'un des premiers promoteurs de la British Society for the Propagation of the Gospel Among the Jews (en).
Jules Verne mentionne ses travaux sur l'Islande et le cite de manière erronée en écrivant « Handerson » dans le chapitre VI de son roman Voyage au centre de la Terre. 

## Œuvres
- 1818 : Iceland, or the Journal of a Residence in that Island, 2 vol.
- 1826 : Biblical Researches and Travels in Russia
- 1830 : Elements of Biblical Criticism and Interpretation
- 1845 : The Vaudoir, a Tour of the Valleys of Piedmont